# Sângeorzu Nou, Bistrița-Năsăud
Sângeorzu Nou, în trecut Sângeorgiul Săsesc, Sângeorgiul Nou, Sângeorzul Săsesc, Sângeorzul Nou (în dialectul săsesc Säntgerjn și Sant Gerng, în germană Sächsisch-Sankt-Georgen, Sankt-Görgen, Sankt-Georgen, în maghiară Szászszentgyörgy) este un sat în comuna Lechința din județul Bistrița-Năsăud, Transilvania, România.

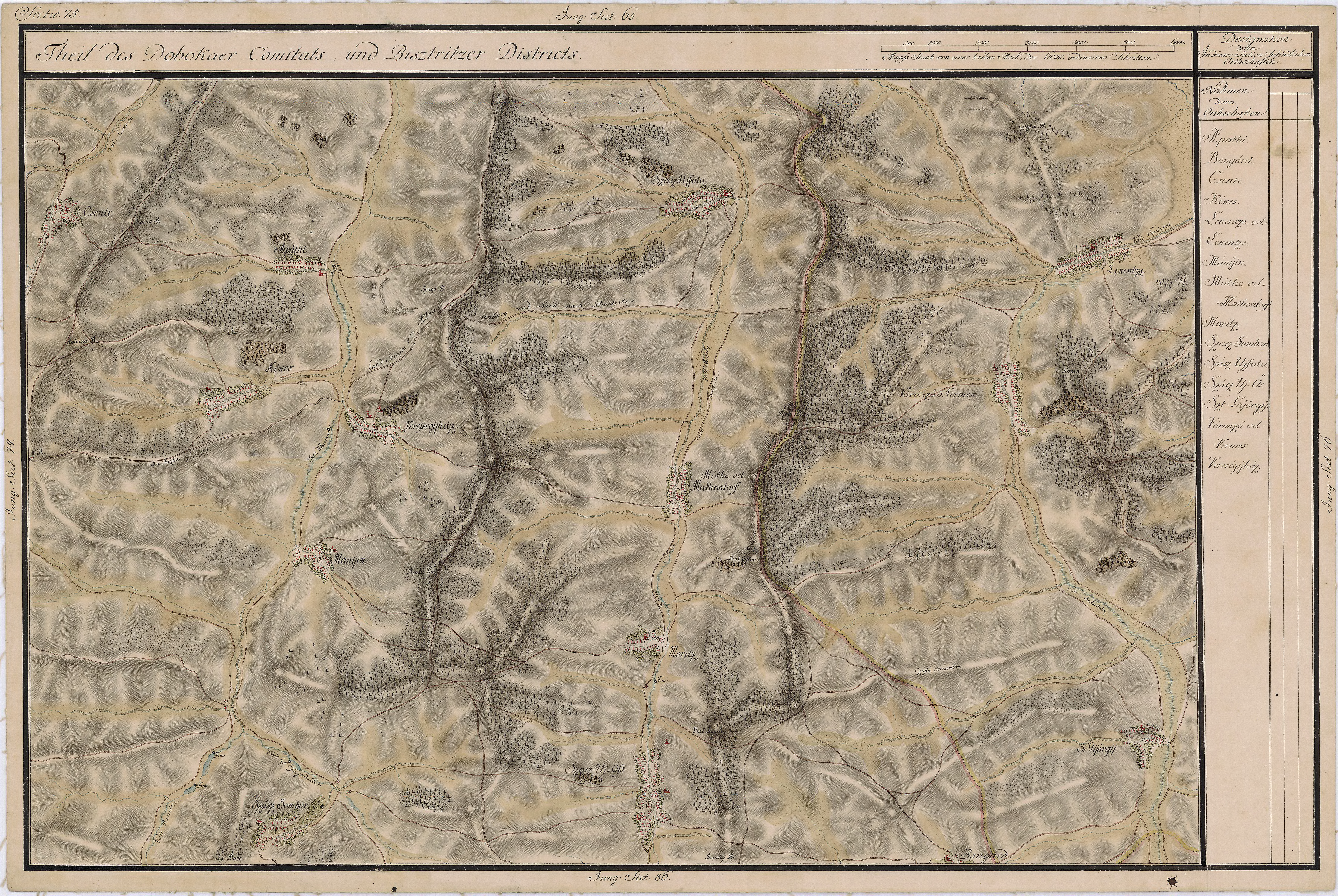
Sângeorzu Nou în Harta Iosefină a Transilvaniei, 1769-73

## Date geografice
Localitatea Sângeorzu Nou este situată în partea de sud a județului Bistrița-Năsăud. Principala cale de acces este drumul județean care face legătura între Lechința și Budești.
Localitățile apropiate sunt: Vermeș (NV) și Bungard (SV).
Clima localității Sângeorzu Nou este temperat-continentală, cu veri mai umede și relativ călduroase, iar iernile puțin uscate și relativ reci.  Temperatura medie multianuală este de 9-10 °C.

## Istoric
Prima atestare documentară este din anul 1320.

## Vezi și
- Biserica evanghelică din Sângeorzu Nou
- Biserica de lemn din Sângeorzu Nou

## Galerie de imagini, ansamblul Bisericii evanghelice, azi Biserica Ortodoxă „Sfântul Mare Mucenic Gheorghe”, monument istoric

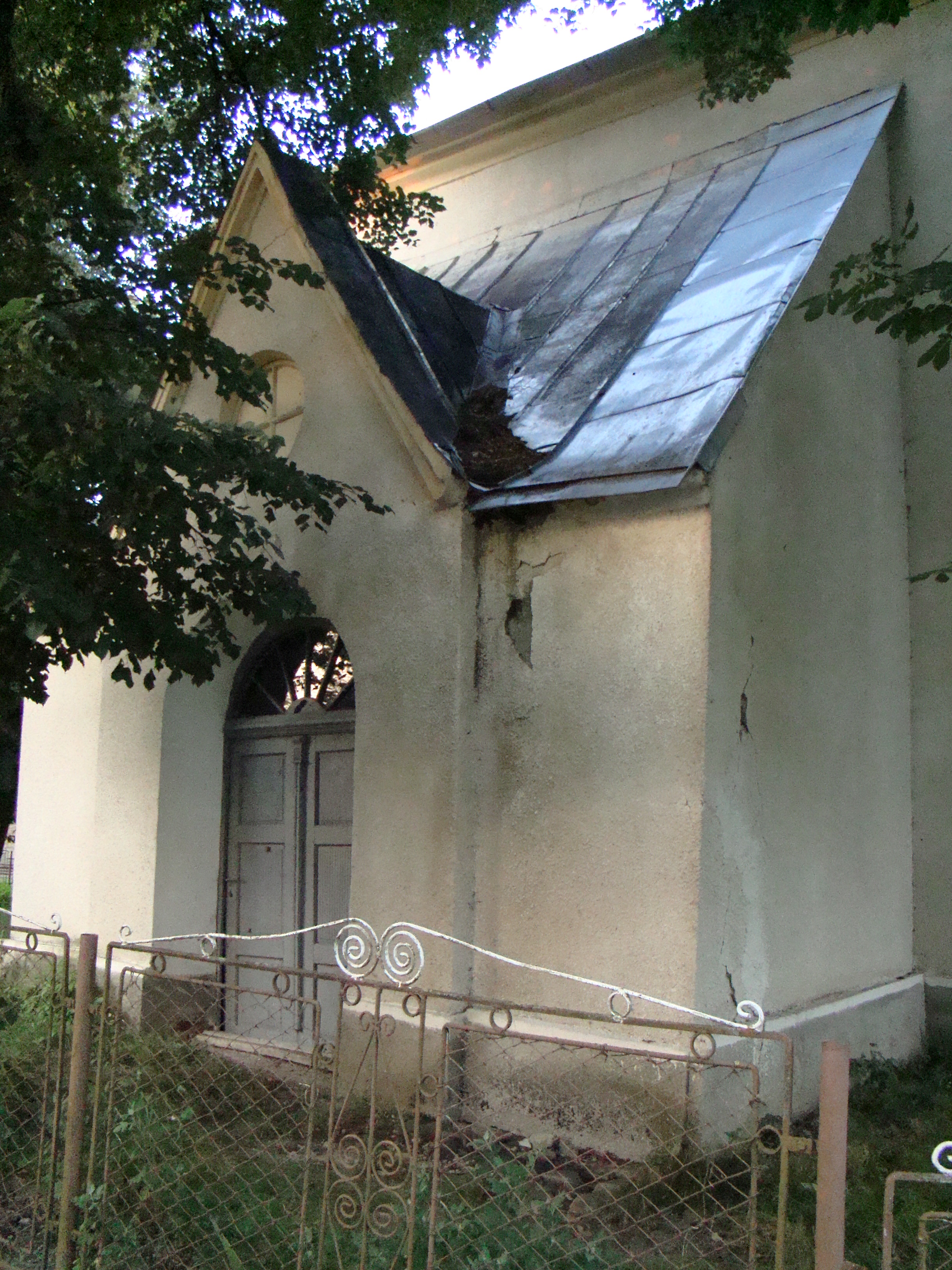
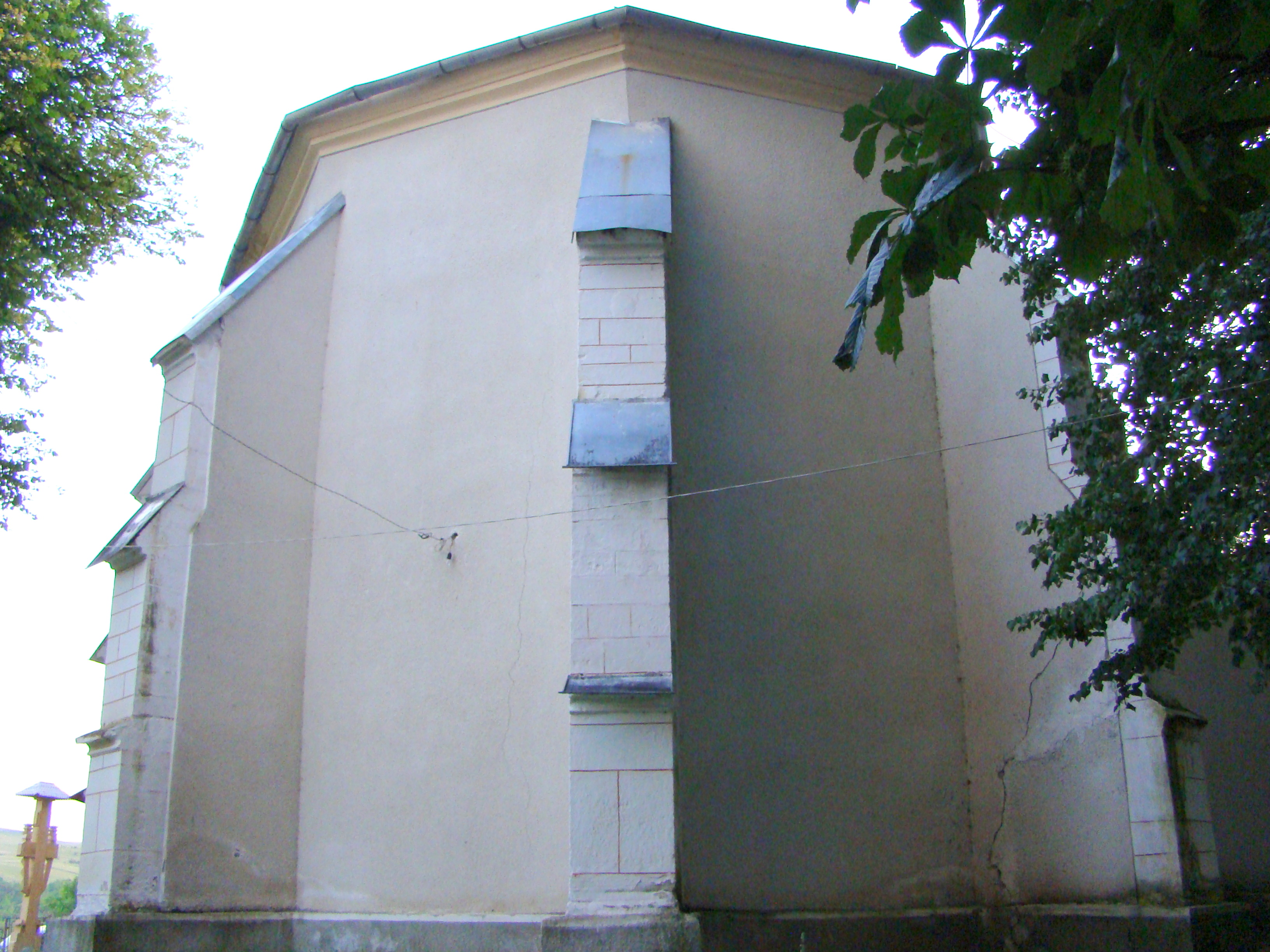
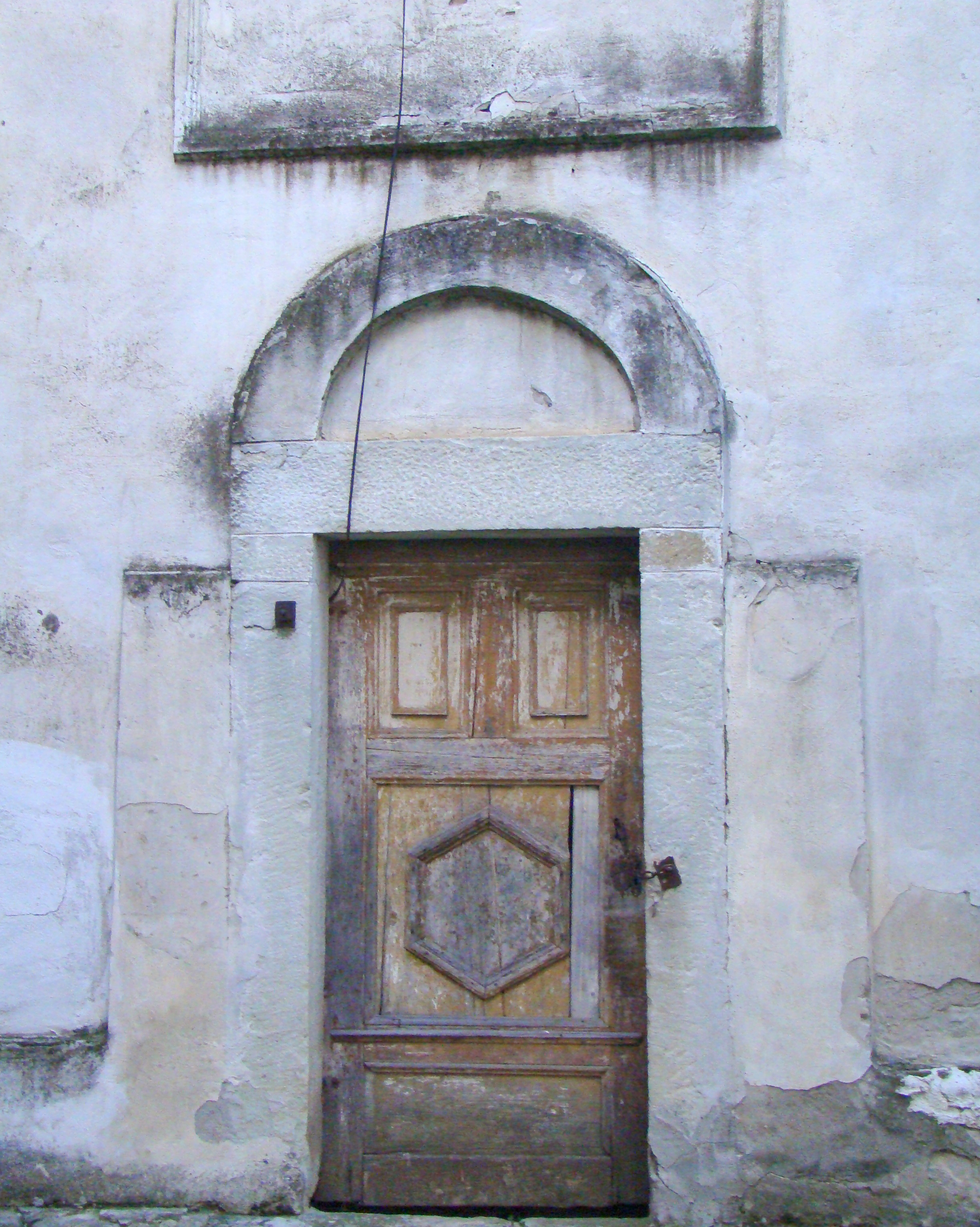
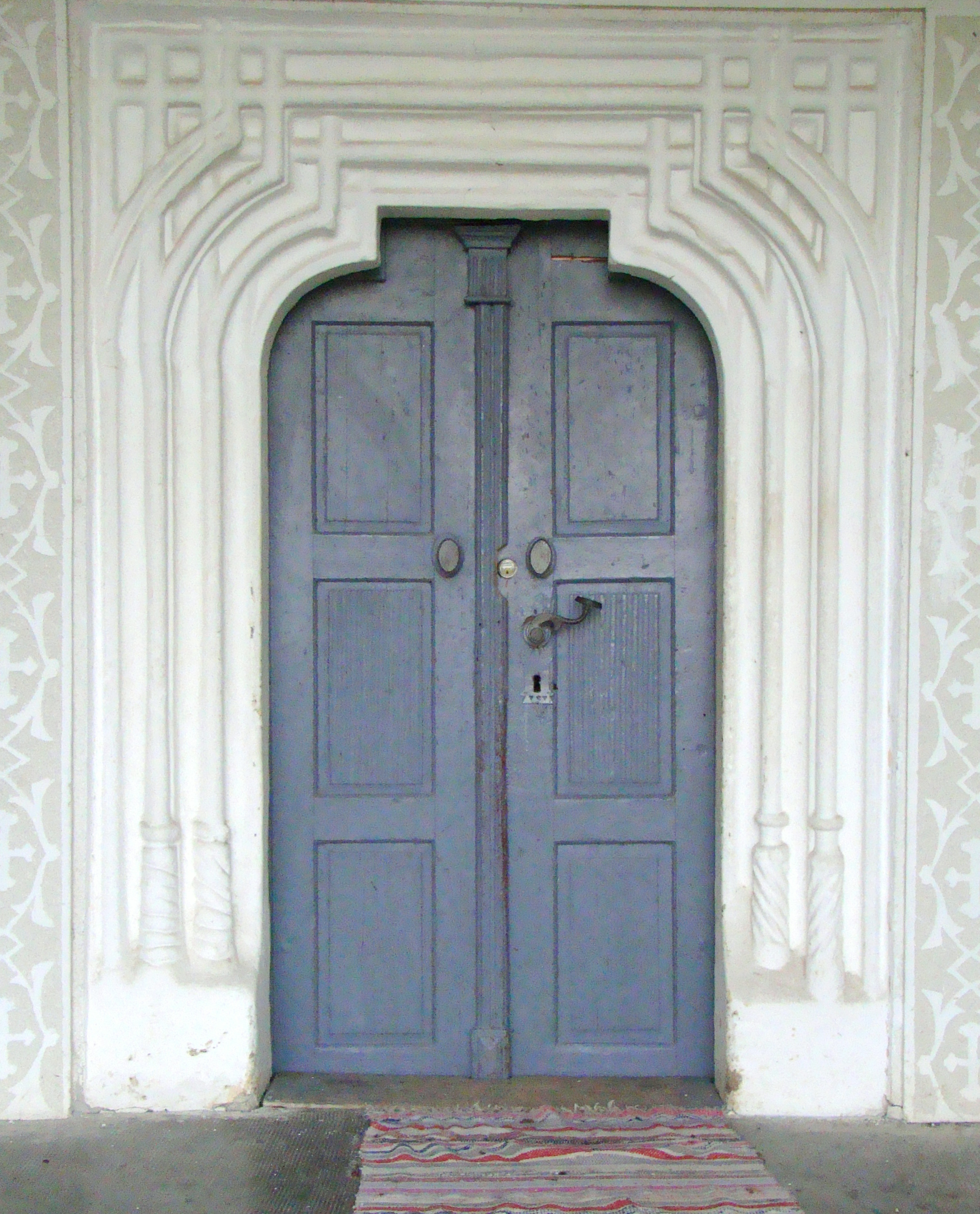
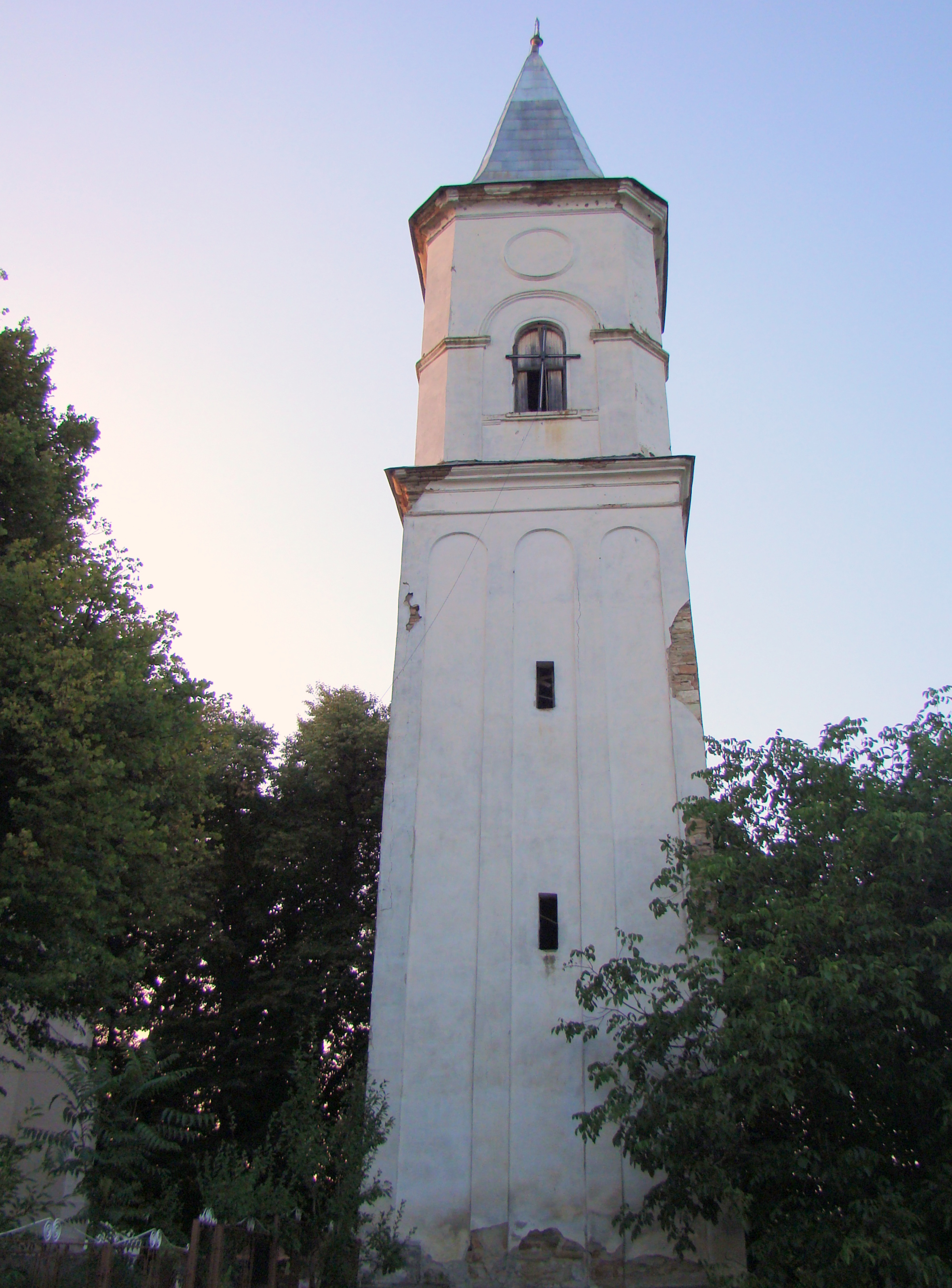
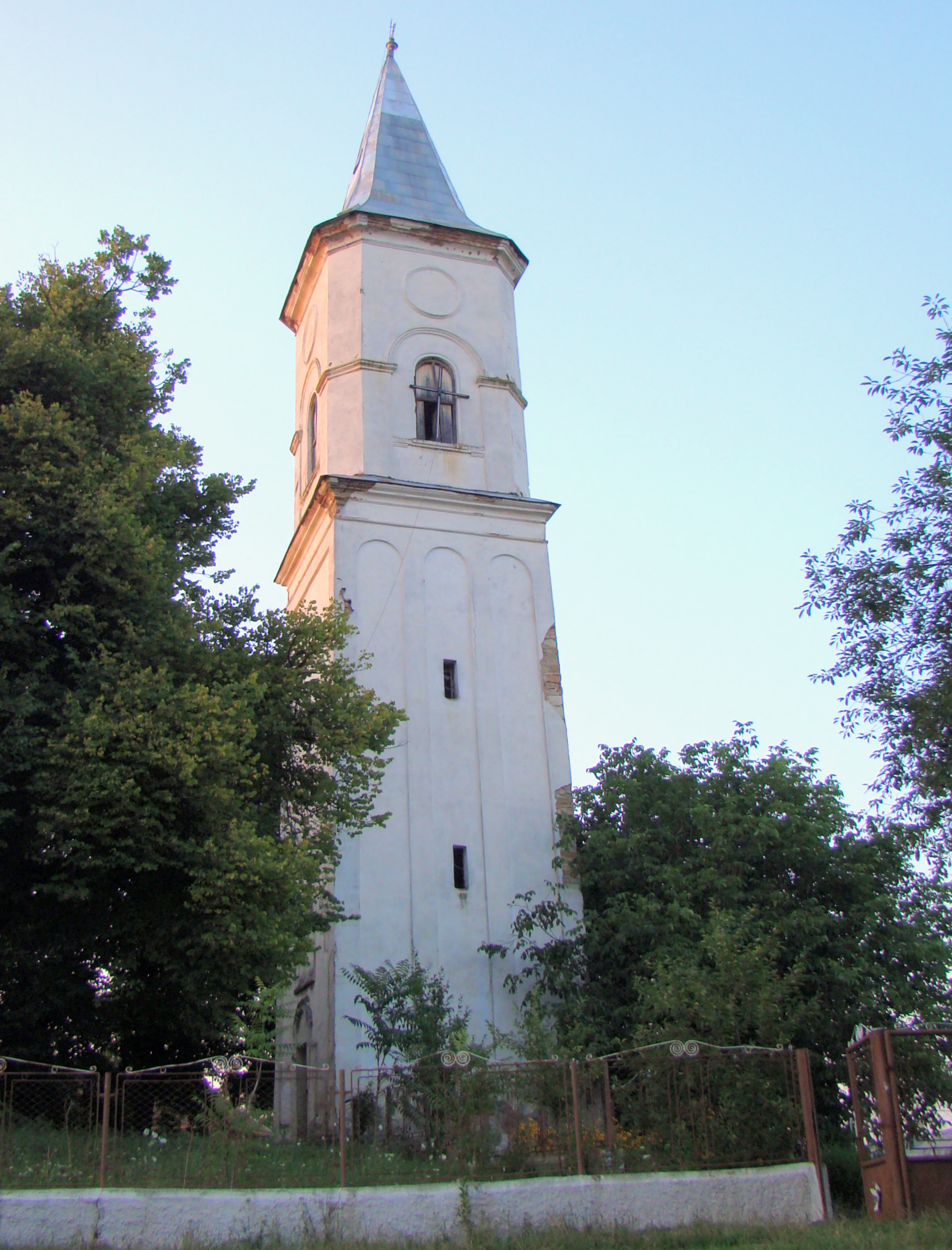
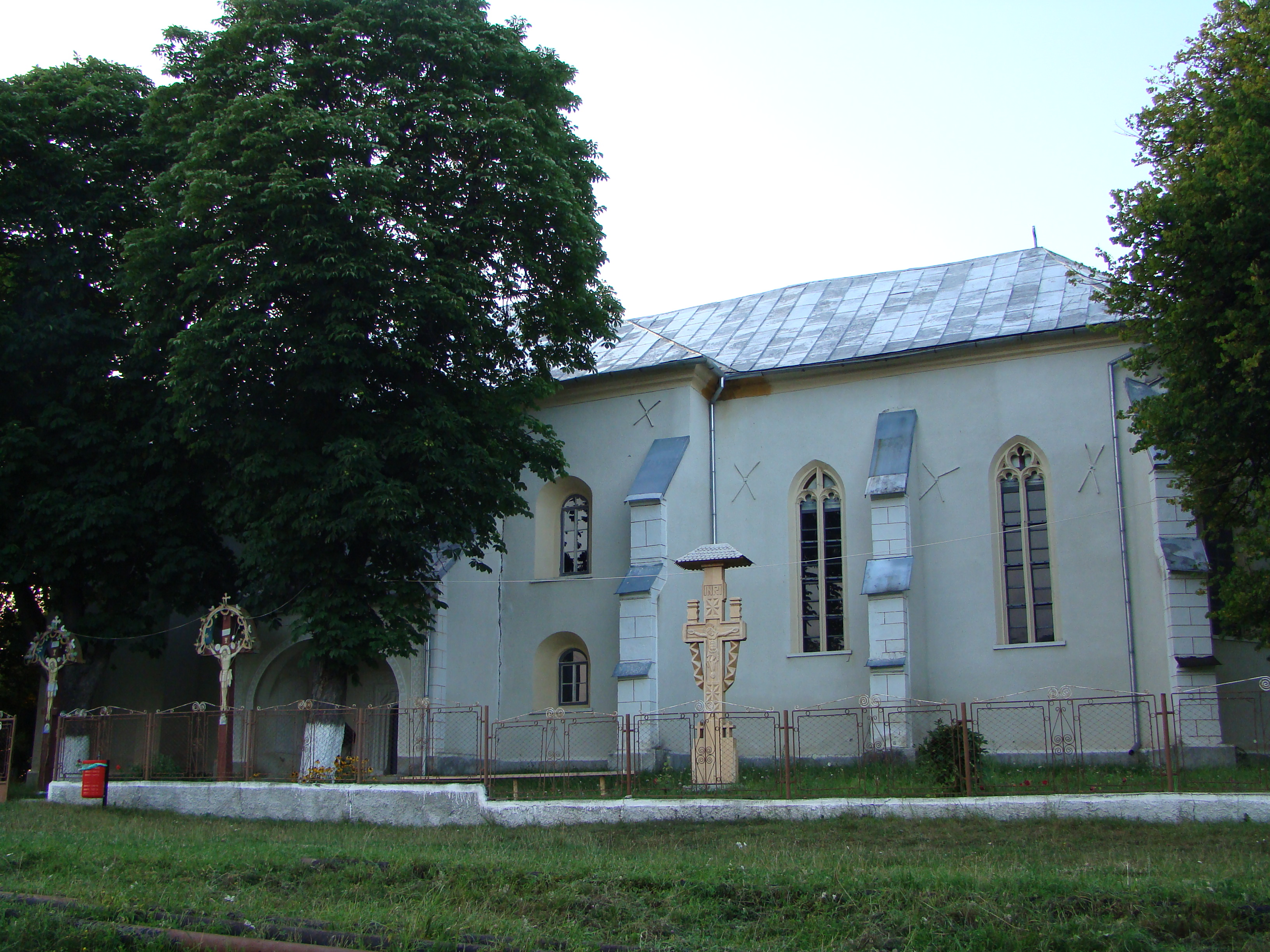
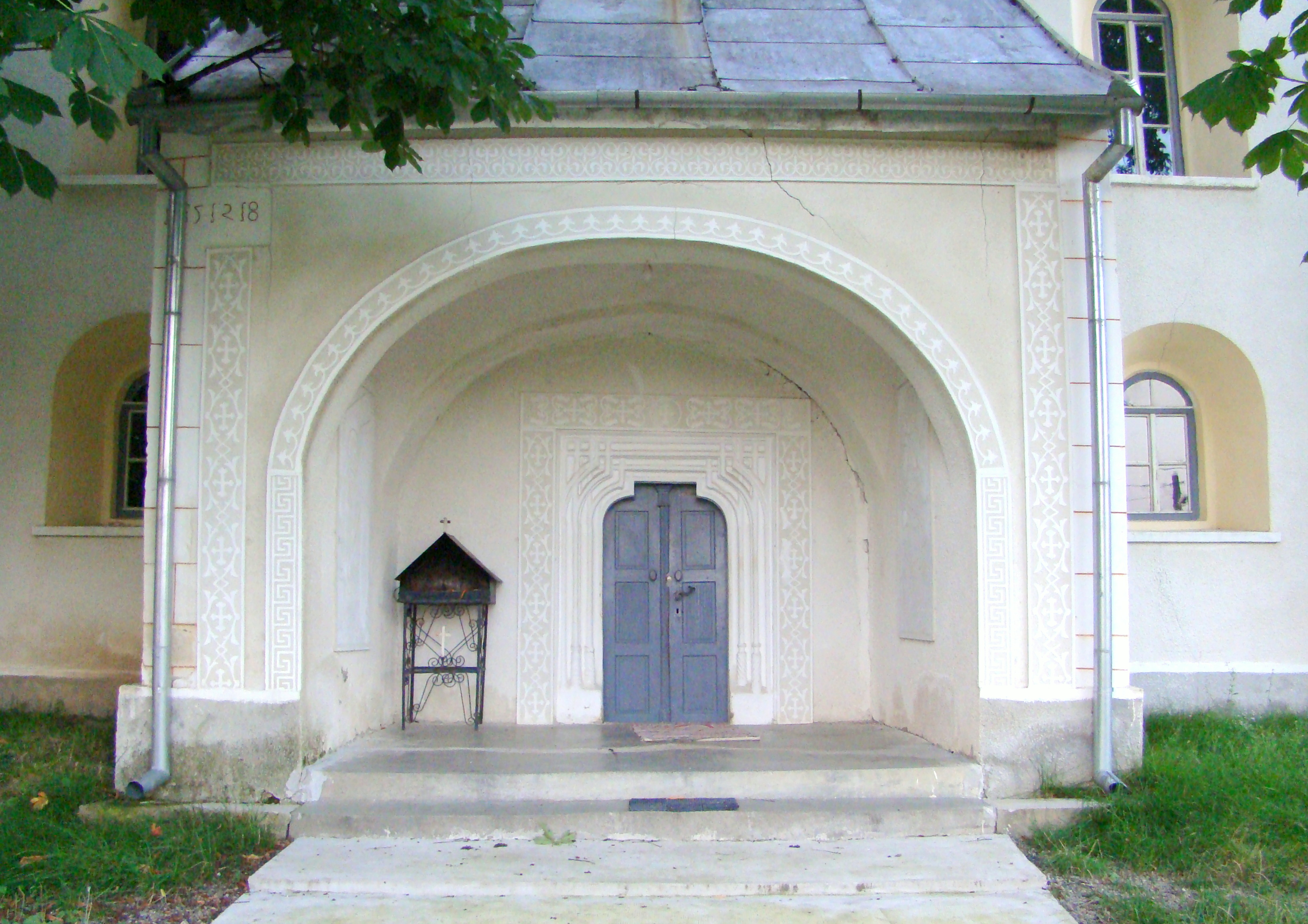